# Severinskapelle (Denzlingen)

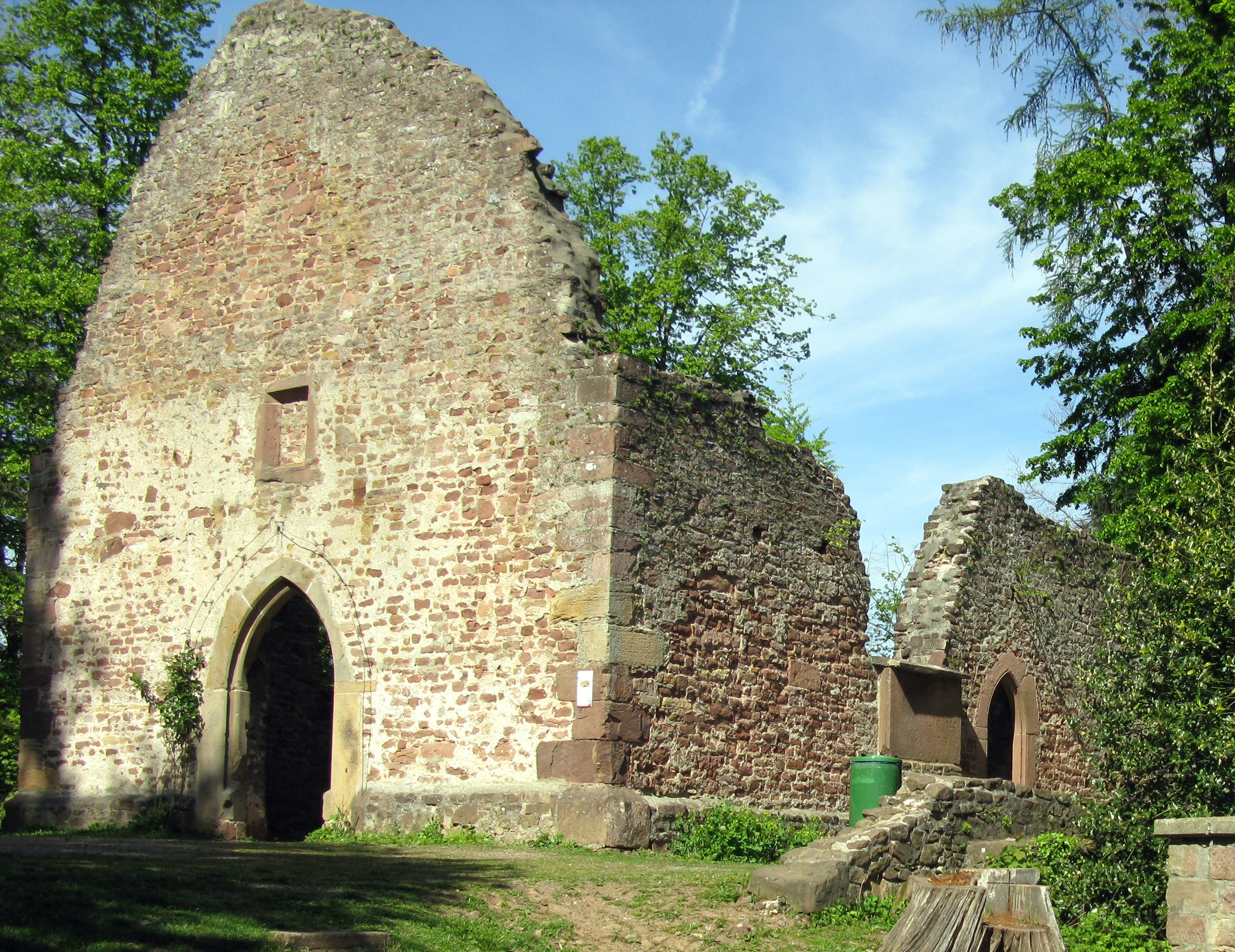
Ruine der Severinskapelle (2017)

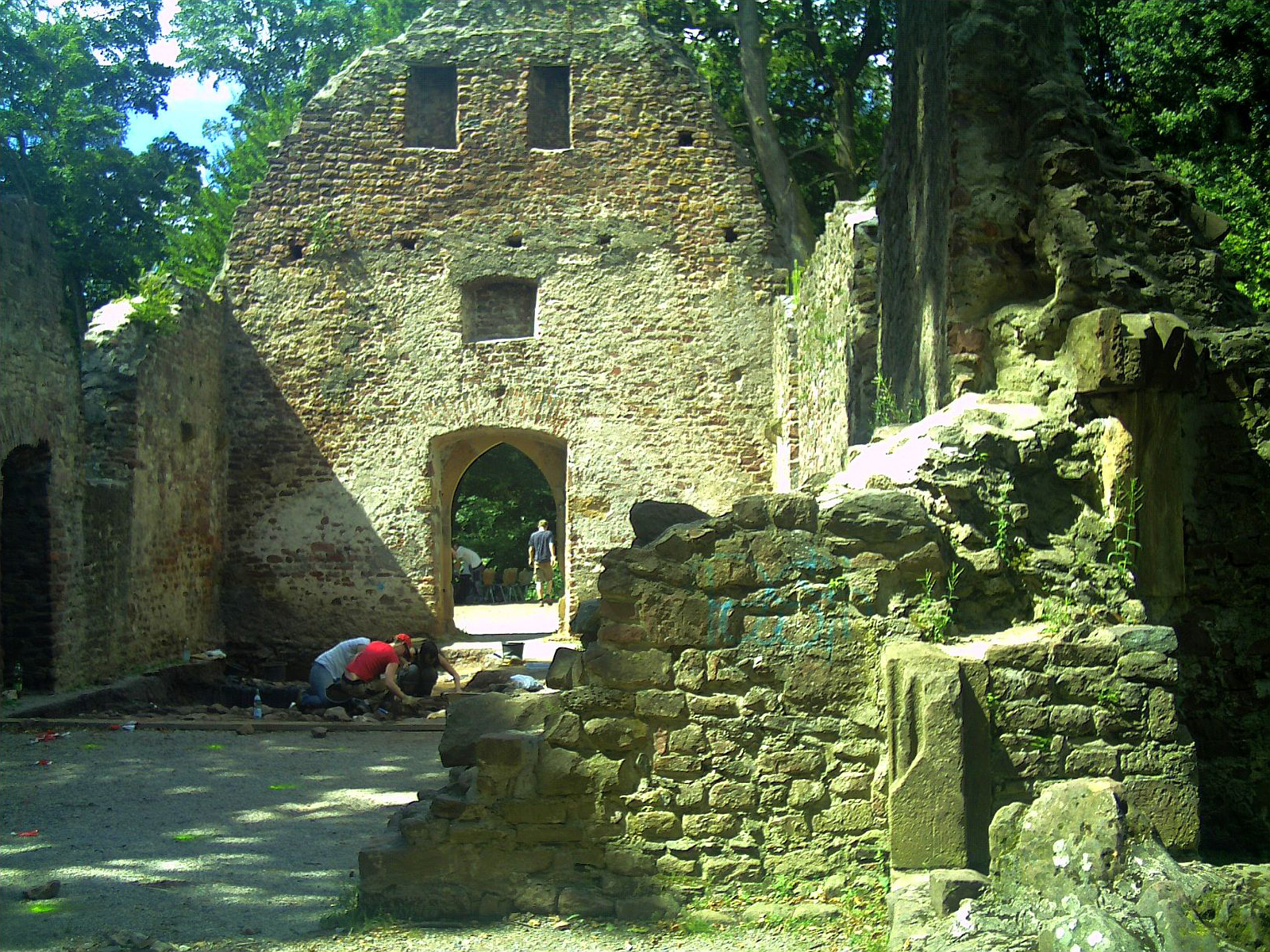
Innenraum während der Ausgrabungen im Juli 2013

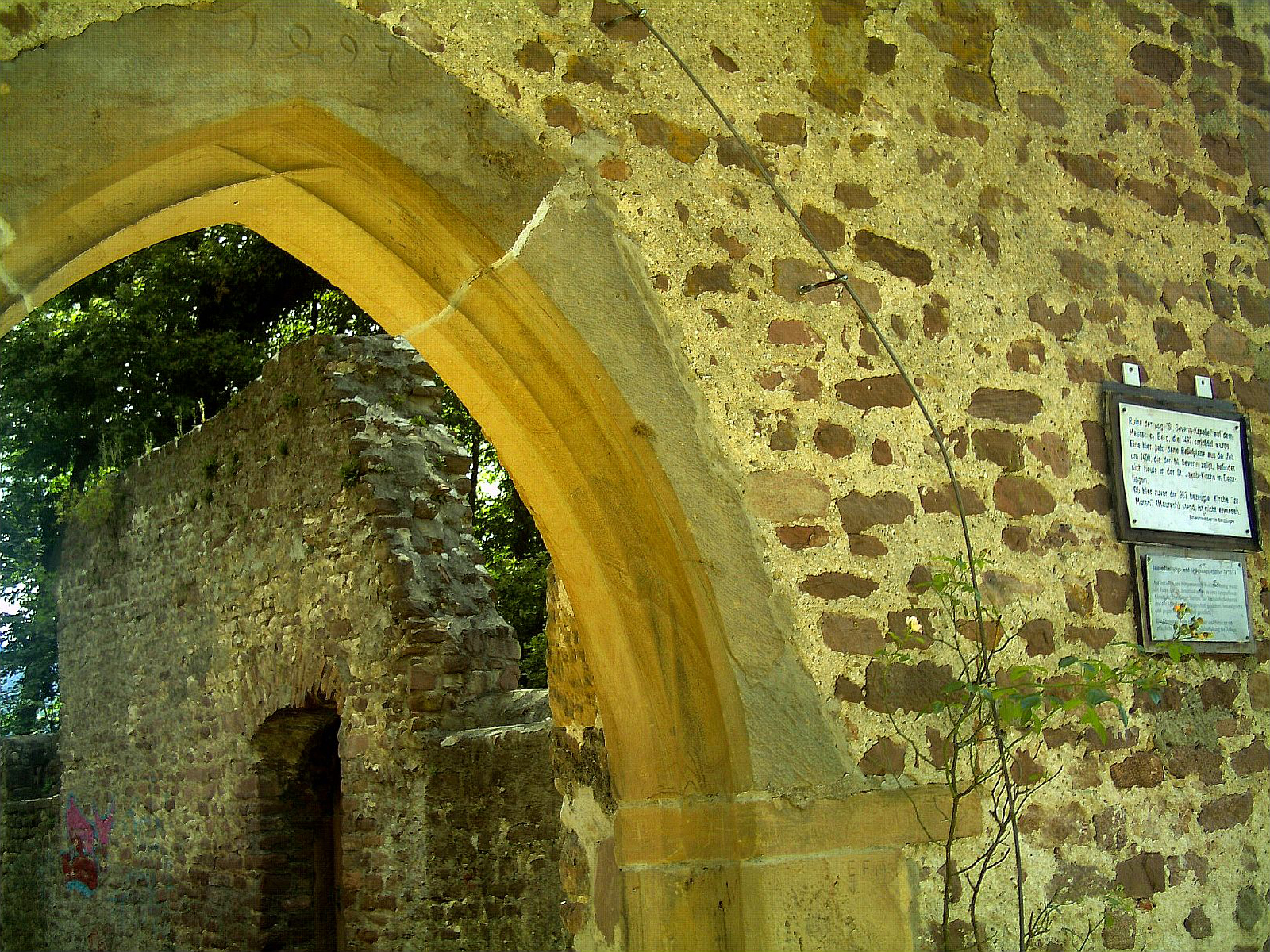
Jahreszahl 1497 auf dem Scheitelstein

Die Severinskapelle ist die Ruine einer spätmittelalterlichen Wallfahrtskirche auf dem Mauracher Berg bei Denzlingen im Landkreis Emmendingen in Baden-Württemberg. Das Jahr 1497 wird als Jahr ihrer Erbauung angenommen.

## Geschichte

### Wallfahrtskirche
Nachdem im Zuge der Reformation in der Markgrafschaft Baden-Durlach 1556 die Wallfahrten geendet hatten, wurde die Wallfahrtskirche dem Verfall überlassen.
Im Innern der Kapelle befand sich eine Reliefplatte aus Buntsandstein, die den heiligen Severin als Bischof zeigt und die im 20. Jahrhundert in die katholische St.-Jakobus-Kirche verbracht wurde.
Südlich der Ruine liegt der 1912 angelegte Privatfriedhof der Familie Sonntag, die von 1714 bis 1970 Besitzer des Mauracher Hofs am Fuße des Mauracher Bergs war.
Heute wird die Severinskapelle für ökumenische Gottesdienste genutzt.
Von 2011 bis 2016 wurden im Bereich der Kapelle Ausgrabungen durch die Albert-Ludwigs-Universität Freiburg unter Leitung von Benjamin Hamm durchgeführt, die neue Erkenntnisse zu den Vorgängerbauten lieferten.

### Vorgängerbauten
Vor der Errichtung der Wallfahrtskirche bestanden an derselben Stelle nacheinander zwei Kirchen, eine mit halbrunder und eine mit rechteckiger Apsis. Sie fungierten jeweils als Pfarrkirche für die umliegende Gegend, insbesondere für das Glottertal und das Elztal. Bei den Ausgrabungen konnten Gräber nachgewiesen werden, die zum Friedhof der jeweiligen Pfarrkirche gehörten. Die Skelette stammen fast ausschließlich aus dem 12. bis 15. Jahrhundert. Eine nicht direkt mit dem Kirchenbau in Verbindung zu bringende Mauer am südlichen Hang könnte als Stützmauer gegen Hangrutsche gedient haben.
Der Sage nach soll der Namensgeber von Simonswald bzw. dem Simonswälder Tal, Simon vom Walde, regelmäßig mit seinem Gefolge zum Mauracher Berg geritten sein und den Gottesdienst besucht haben.
Ältere Bebauungsspuren eines Grubenhauses sprechen für einen frühmittelalterlichen Gutshof, also eine profane Nutzung. Durch einen Keramikfund ist das Grubenhaus in das 9. Jahrhundert datierbar. Ins 10. Jahrhundert fällt die Nennung des Platzes Muron, den Kaiser Otto der Große im Jahre 952 Graf Guntram entzog und 962 Konrad von Konstanz, dem Bischof von Konstanz, schenkte und der mutmaßlich mit dem Gut auf dem Mauracher Berg identifiziert werden kann. Ob es sich bei der Anlage um eine frühmittelalterliche Burg handelte, die erst später zum Standort einer Pfarrkirche wurde, ist nicht zu belegen (vgl. Burg Denzlingen).
Seit 2019 kennzeichnen Pflastersteine den Verlauf der untertägigen Mauern.